# Christian Cellay
Christian Cellay (Buenos Aires, 5 de setembro de 1981) é um futebolista argentino. Atualmente, joga pelo Boca Juniors.
Seu clube anterior foi o Estudiantes de La Plata.
Em 2009 ele ganhou o Copa Libertadores 2009 com o Estudiantes vencendo na final o Cruzeiro em pleno Mineirão.